# Lucernuta fenestrata
Lucernuta fenestrata là một loài bọ cánh cứng trong họ Đom đóm (Lampyridae). Loài này được Germar miêu tả khoa học năm 1824.